# Schweipolt Fiol

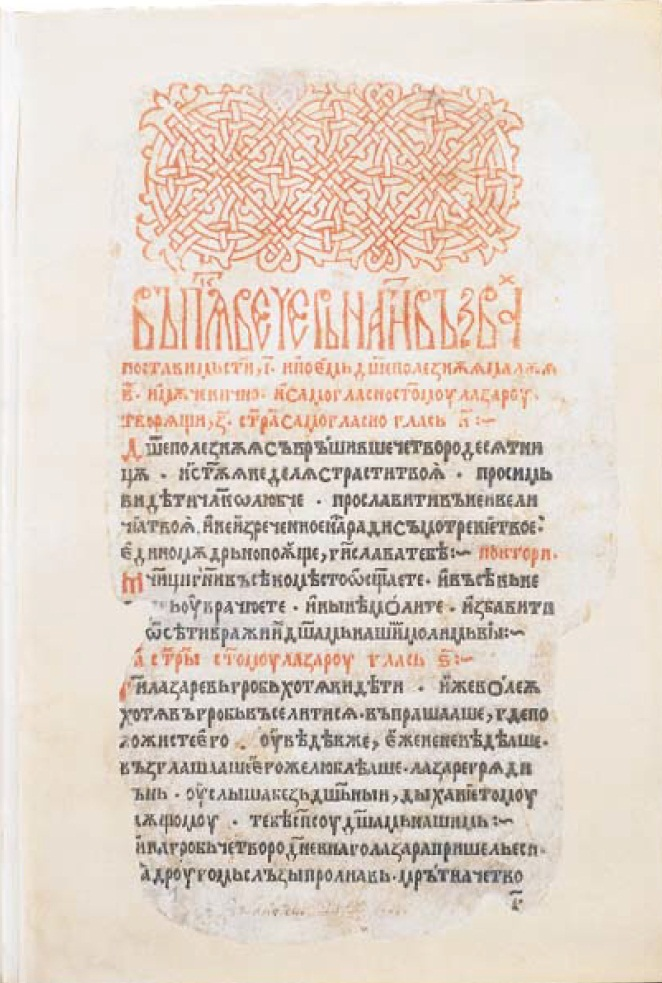
Triodion für die Osterzeit, um 1491

Schweipolt Fiol (deutsch Sebald Veyl, Sebald Feyl oder Sebald Feiel, lateinisch Sveboldus Fiol; * um 1460 in Neustadt an der Aisch, Franken; † um 1525 oder 1526 in Krakau) war ein Verleger und deutscher Drucker in Krakau. Er gab die ersten Drucke in kyrillischer Schrift überhaupt heraus.

## Leben
Sebald Feyl wurde im fränkischen Neustadt an der Aisch geboren.
1479 ging er nach Krakau.
Dort arbeitete er zunächst als Goldschmied, Bergingenieur und Maschinenbauer.
1489 gründete er eine Druckerei mit der finanziellen Unterstützung des Kaufmanns und Bankiers Johann Thurzo.
1491 druckte er den Oktoich, ein orthodoxes liturgisches Buch. Dieses war das erste gedruckte Buch in kyrillischer Schrift überhaupt.
1491 wurde er wegen Schulden in Höhe von 1000 ungarischen Florinen verurteilt und in den Kerker gebracht. Im März 1492 wurde er häretischer Aussagen angeklagt und verurteilt. Ihm wurde von dem kirchlichen Gericht untersagt, weiter Bücher in kirchenslawischer Sprache zu drucken.
Bis 1499 blieb er wahrscheinlich weiter in Krakau. Um 1503 lebte er eine Zeit lang in Reichenstein in Niederschlesien, danach in Levoča (Leutschau in der Zips) im damaligen Ungarn, wo er ebenfalls in kyrillischen Lettern druckte.
Seine letzten Jahre verbrachte er wieder in Krakau, unterstützt von Johannes Thurzo.
Dort starb er kurz vor März 1526.

## Drucke

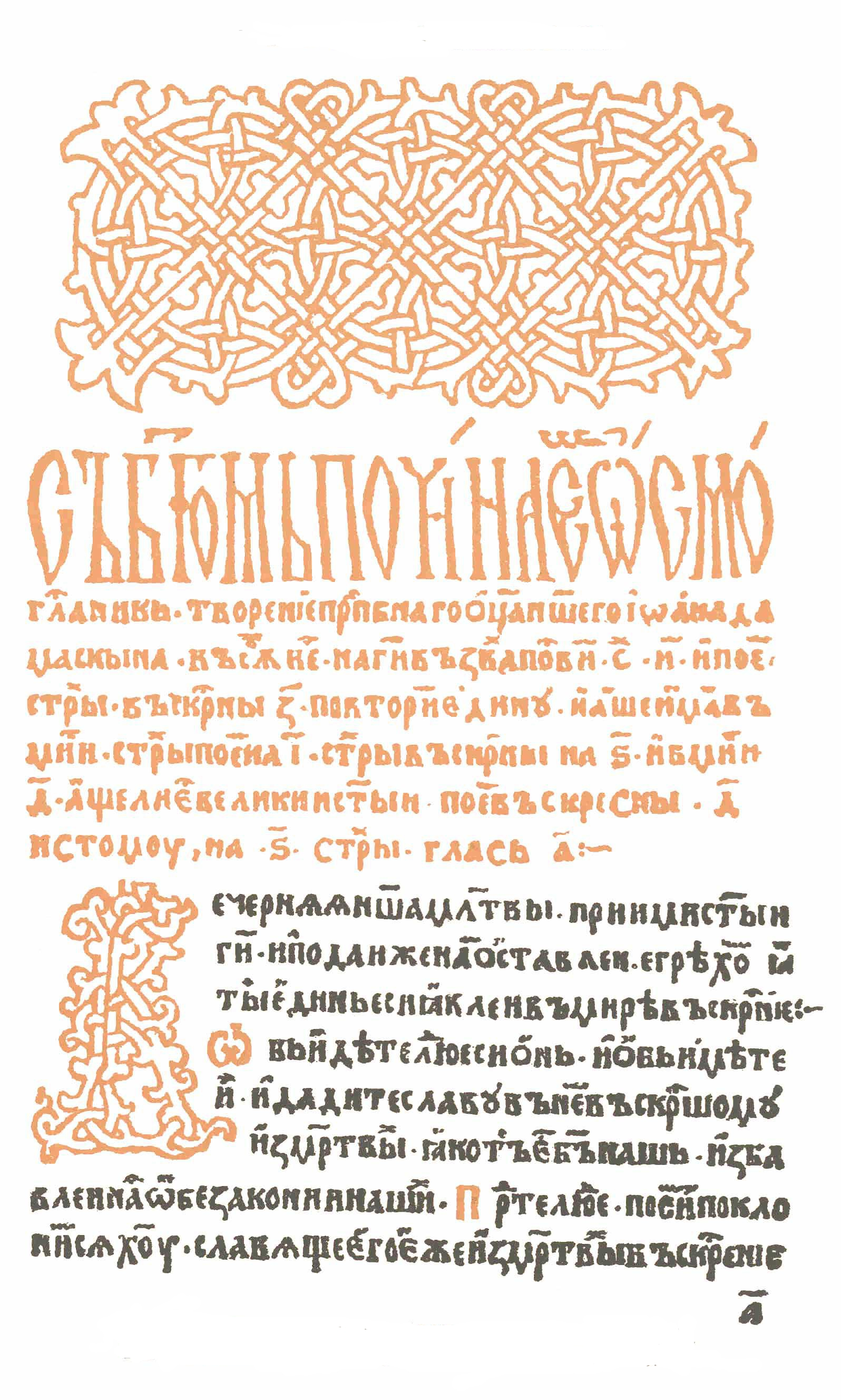
Oktoich, 1491

Von Schweipolt Feol sind fünf Inkunabeln bekannt:
- Oktoich (Oktoechos), 1491 Faksimile[3]

Das besterhaltene Exemplar von sieben noch existierenden, einst im Besitz des Breslauer Reformators Johann Heß (1490–1547), befindet sich in der Russischen Staatsbibliothek in Moskau
- Stundenbuch (Часослов), 1491 Faksimile
- Fastentriodion, 1492/93 Faksimile
- Blumentriodion, um 1491 (ohne genaues Jahr) Faksimile
- Psalter (kein erhaltenes Exemplar)